# William Pearsall
William Harold Pearsall (23 juillet 1891 - 14 octobre 1964) est un botaniste britannique, professeur de botanique à l'University College de Londres de 1944 à 1957.
Il est né à Stourbridge, dans le Worcestershire, fils d'un maître d'école qui portait un vif intérêt à l'histoire naturelle.

## Prix et distinctions
Pearsall est élu membre de la Royal Society en 1940 , avec la motivation suivante :
« Distingué pour ses recherches sur l'écologie de la végétation aquatique, la croissance et le métabolisme de l'azote ainsi que pour ses contributions à l'écologie générale. Son élucidation des facteurs déterminant la distribution des plantes aquatiques dans les lacs de Grande-Bretagne est fondamentale et a sensiblement fait progresser la recherche sur la biologie des eaux douces. Son étude des conditions affectant la croissance et le développement des algues a ouvert les portes d'un domaine jusqu'alors peu prospecté. En sa qualité de directeur honoraire du laboratoire de Wray Castle, il a joué un rôle considérable dans le développement rapide d'un programme de recherche. Il édite depuis un certain nombre d'années le Yorkshire Naturalist. »
William Pearsall est l'auteur du onzième volume de la collection New Naturalist, intitulé Mountains and Moorlands (1950).